# تیساکانیار
تیساکانیار (به مجاری:  Tiszakanyár) یک منطقهٔ مسکونی در مجارستان است که در سابولچ-ساتمار-برگ واقع شده‌است. تیساکانیار ۱۵٫۵۱ کیلومتر مربع مساحت و ۱٬۵۷۶ نفر جمعیت دارد.